# 3290 Azabu
A 3290 Azabu (ideiglenes jelöléssel 1973 SZ1) egy kisbolygó a Naprendszerben. Cornelis Johannes van Houten,  Ingrid van Houten-Groeneveld,  Tom Gehrels fedezte fel 1973. szeptember 19-én.